# Phare de Folkestone
Le phare de Folkestone est un phare de port situé au bout de la jetée du port de Folkestone, dans le comté de Kent en Angleterre. Cette jetée historique de 1809 a été rénovée et elle est devenue une destination touristique avec des magasins, des restaurants et des lieux de divertissement.
Ce phare est géré par l'autorité portuaire.

## Histoire
Le phare a été construit en 1860 sur le brise-lames. La tour ronde en pierre fait 9 m de haut, avec une galerie et une lanterne. L'édifice est non peint, sauf la lanterne qui est peinte en blanc. Il émet une lumière blanche clignote deux fois toutes les 10 secondes. Cependant, en temps de brouillard ou de viabilité réduite, le phare émet un éclair blanc toutes les 2 secondes. La corne de brume électrique donne quatre explosions à la minute.
Le phare a été entièrement rénové en 2011, y compris le nettoyage, la peinture et le remplacement des vitres de la lanterne. Le site est ouvert quotidiennement mais la tour ne se visite pas.
Identifiant : ARLHS : ENG-216 - Amirauté : A0892 - NGA : 1228 .
|                     |
| Jetée de Folkestone |

|                    |
| Port de Folkestone |

### Lien connexe
- Liste des phares en Angleterre